# Franciszek Budzianowski
Franciszek Budzianowski (ur. 14 czerwca 1939 w Kołomyi) – polski działacz partyjny i państwowy, wojewoda ciechanowski (1987–1990). 
W 1960 przystąpił do PZPR. Był  m.in. członkiem jego Komitetu Wojewódzkiego (1984–1990) i Egzekutywy (1988–1989). W latach 1982–1987 sprawował funkcję wicewojewody, a następnie do 1990 wojewody ciechanowskiego. 